# فيليب جي. زينك
فيليب جي. زينك هو عسكري وسياسي أمريكي، ولد في 23 أكتوبر 1870، وتوفي في 2 فبراير 1944. انتخب عضو جمعية ولاية ويسكونسن ‏.